# Naganuma
Naganuma (japanska: 長沼町?, Naganuma-chō) är en landskommun (köping) i Hokkaido prefektur i Japan. 